# Trừ Châu
Trừ Châu (chữ Hán giản thể: 滁州市, bính âm: Chúzhōu Shì, Hán Việt: Trừ Châu thị) là một địa cấp thị của tỉnh An Huy, Cộng hòa Nhân dân Trung Hoa. Trừ Châu có diện tích 13.300 km², dân số 4.332.300 (2004) người. Về mặt hành chính, địa cấp thị Trừ Châu được chia thành các đơn vị hành chính gồm 2 quận, 2 thành phố cấp huyện và 4 huyện.
- Quận: Lang Da (琅琊区), Nam Tiếu (南谯区).
- Thành phố cấp huyện: Thiên Trường (天长市), Minh Quang (明光市).
- Huyện: Toàn Tiêu (全椒县), Lai An (来安县), Định Viễn (定远县), Phượng Dương (凤阳县).